# Reisestipendium des Deutschen Archäologischen Instituts
Das Reisestipendium des Deutschen Archäologischen Instituts ist ein vom Deutschen Archäologischen Institut (DAI) seit 1859 jährlich vergebenes Stipendium zur Förderung des akademischen Nachwuchses in der Archäologie und ihren Nachbarwissenschaften.
Im Allgemeinen halten sich die Stipendiaten über einen längeren Zeitraum im Kulturraum der Klassischen Antike, also dem Mittelmeerraum, aber auch Vorderasien, auf. Die Stipendiaten sollen dabei einen Eindruck von den Ländern und der Kultur, besonders aber den archäologischen und historischen Stätten und Zeugnissen erhalten. Die Dauer des Stipendiums beträgt im Allgemeinen ein Jahr, kann aber in begründeten Ausnahmen um ein Jahr verlängert werden.

## Geschichte und Modalitäten
Das Reisestipendium wurde erstmals 1859 vergeben und hieß zunächst Reichsstipendium. Die ersten Stipendiaten waren Alexander Conze und Adolf Michaelis. Zunächst wurden zwei Stipendien vergeben, vorrangig an Klassische Archäologen. Mit der Satzungsänderung des DAI von 1874 wurden fünf Stipendien eingerichtet, vier für Klassische Archäologen (damals häufig auch Philologen) und eines für einen Christlichen Archäologen. Letztere benötigten bis in die 1920er Jahre in der Regel einen theologischen Abschluss. Seit 1927/28 werden Prähistoriker mit einem von der Römisch-Germanischen Kommission vergebenen Stipendium sowie Bauforscher gefördert. Zeitweise wurden auch halbe Stipendien für Gymnasiallehrer vergeben. Die Anzahl der Reisestipendien richtete sich jeweils nach den zur Verfügung stehenden Mitteln und der Zahl und Qualität der Bewerber. Erste Frau als Inhaberin des Stipendiums war 1908 die Theologin Carola Barth. Während bis einschließlich 1955, also in einem Zeitraum von fast 100 Jahren, nur sechs Frauen das Stipendium bekommen hatten, erhielten es 1956 gleich drei Frauen. Seitdem war die Vergabe an Frauen keine Ausnahme mehr, sondern die Regel.
Das Reisestipendium ist seit seiner Einrichtung 1859 zu einem äußerst nachhaltigen Instrument des DAI bei der Nachwuchsförderung geworden. Ein Großteil der späteren Hochschullehrer vor allem in der Klassischen Archäologie waren Inhaber des Stipendiums, aber auch nicht wenige Althistoriker und andere Altertumswissenschaftler empfangen das Stipendium. Neben dem Reisestipendium der Zentrale werden Reisestipendien auch von Teilorganisationen des DAI vergeben, namentlich der Römisch-Germanischen Kommission, der Kommission für Alte Geschichte und Epigraphik sowie der Kommission für Archäologie Außereuropäischer Kulturen.
Die Stipendien werden jährlich ausgeschrieben und unter anderem im Archäologischen Anzeiger veröffentlicht. Die Bewerber müssen die deutsche Staatsbürgerschaft besitzen oder den ständigen Lebensmittelpunkt in Deutschland haben. Die Altersgrenze liegt bei 35 Jahren, wobei die Bewerber bei Einreichung der Dissertation nicht älter als 32 gewesen sein dürfen. Die Auswahl der Stipendiaten erfolgt bei der Jahressitzung der Zentraldirektion. Bei der Bewerbung sind neben den jeweiligen Abschlussarbeiten auch zwei Gutachten von Fachgelehrten über die Eignung des Bewerbers, Lebenslauf, Reiseplan und die schon veröffentlichten Druckschriften einzureichen. Derzeit beträgt die Förderung 17.000 €. Die Stipendiaten sind verpflichtet, bei den im Normalfall Mitte Juni stattfindenden Vorbereitungstreffen in der Berliner Zentrale des DAI teilzunehmen. Zudem sind sie verpflichtet, an den wissenschaftlichen Veranstaltungen der Auslandsabteilungen des DAI teilzunehmen, wenn sie zu dieser Zeit vor Ort sind. Vierteljährlich müssen sie dem DAI-Präsidenten berichten und ihm nach dem Ablauf der Studienreise einen zusammenfassenden Bericht vorlegen.
Neben dem Reisestipendium vergibt das DAI auch das Wülfing-Stipendium.

## Liste der Reisestipendiaten
- Zeitraum – Zeitraum des bewilligten Stipendiums
- Reisestipendium des DAI – chronologisch-alphabetische Liste der Inhaber des Reisestipendiums des Deutschen Archäologischen Instituts
- Reisestipendium der RGK – chronologisch-alphabetische Liste der Inhaber des Reisestipendiums der Römisch-Germanischen Kommission
- Reisestipendium der KAGE – chronologisch-alphabetische Liste der Inhaber des Reisestipendiums der Kommission für Alte Geschichte und Epigraphik
- * – halbes Stipendium
- ** – halbes Stipendium für Gymnasiallehrer
- ² – Verlängerung des vorherigen Stipendiums
- ³ – Inhaber eines Reisestipendiums der Kommission für Alte Geschichte und Epigraphik vor dem Anschluss der Kommission an das DAI

| Zeitraum  | Reisestipendium des DAI | Reisestipendium der RGK                                                   | Reisestipendium der KAGE |
| --------- | --- | ------------------------------------------------------------------------- | ------------------------ |
| 1859/60   | Alexander Conze, Adolf Michaelis |                                                                           |                          |
| 1860/61   | Adolph Kießling, Curt Wachsmuth |                                                                           |                          |
| 1861/62   | Adolph Kießling* ², August Reifferscheid |                                                                           |                          |
| 1862/63   | Wolfgang Helbig, August Reifferscheid* ² |                                                                           |                          |
| 1863/64   | Wolfgang Helbig* ², Reinhard Kekulé |                                                                           |                          |
| 1864/65   | Otto Benndorf, Reinhard Kekulé* ² |                                                                           |                          |
| 1865/66   | Otto Benndorf* ², Bernhard Graser |                                                                           |                          |
| 1866/67   | Eugen Bormann, Karl Dilthey |                                                                           |                          |
| 1867/68   | Eugen Bormann* ², Karl Dilthey* ² |                                                                           |                          |
| 1868/69   | Richard Foerster, Friedrich Matz |                                                                           |                          |
| 1869/70   | Richard Foerster* ², Friedrich Matz* ² |                                                                           |                          |
| 1870/71   | Richard Engelmann, Adolf Trendelenburg |                                                                           |                          |
| 1871/72   | Gustav Hirschfeld, Otto Lüders |                                                                           |                          |
| 1872/73   | Gustav Hirschfeld* ², Georg Kaibel |                                                                           |                          |
| 1873/74   | Georg Kaibel* ², Carl Robert |                                                                           |                          |
| 1874/75   | Leopold Julius, Carl Robert* ², Theodor Schreiber, Rudolf Weil |                                                                           |                          |
| 1875/76   | Heinrich Dressel, Friedrich von Duhn, Gustav Körte, Rudolf Weil* ² |                                                                           |                          |
| 1876/77   | Friedrich von Duhn* ², Adolf Furtwängler, Paul Knapp, Arthur Milchhoefer, Hermann von Rohden                                                                                              |                                                                           |                          |
| 1877/78   | Adolf Furtwängler* ², Georg Loeschcke, Arthur Milchhoefer* ², Hermann von Rohden* ², Victor Schultze                                                                                      |                                                                           |                          |
| 1878/79   | Hermann Dessau, Hermann Dopffel, Georg Loeschcke* ², Karl Purgold, Johannes Schmidt |                                                                           |                          |
| 1879/80   | Carl Erbes*, Heinrich Holtzinger*, Otto Keck, Karl Purgold* ², Carl Schäfer, Johannes Schmidt* ²                                                                                          |                                                                           |                          |
| 1880/81   | Hermann Dessau, Konrad Lange, Hermann Luckenbach, Ernst Maass, Otto Pohl |                                                                           |                          |
| 1881/82   | Christian Hülsen, Julius Langbehn, Otto Pohl* ², Otto Puchstein, Eduard Schwartz |                                                                           |                          |
| 1882/83   | Julius Dürr, Ernst Fabricius, Nicolaus Müller, Otto Puchstein* ², Georg Wissowa |                                                                           |                          |
| 1883/84   | Ernst Fabricius* ², Ernst Kroker, Paul Jonas Meier, Bernhard Moritz, Paul Wolters |                                                                           |                          |
| 1884/85   | Ferdinand Dümmler, Friedrich Koepp, Friedrich Marx, Bernhard Moritz* ², Otto Rossbach |                                                                           |                          |
| 1885/86   | Johannes Boehlau, Paul Hartwig, Friedrich Koepp* ², Johannes Merz, Carl Schuchhardt |                                                                           |                          |
| 1886/87   | Johannes Ficker, Walther Judeich, Franz Richter, Franz Winter, Paul Wolters |                                                                           |                          |
| 1887/88   | Johannes Ficker* ², Botho Graef, Arthur Schneider, Hermann Winnefeld, Franz Winter* ² |                                                                           |                          |
| 1888/89   | Erich Bethe, Alfred Brueckner, Albert Ehrhard, Alfred Gercke, Hermann Winnefeld* ² |                                                                           |                          |
| 1889/90   | Alfred Brueckner* ², Gerhard Ficker, Max Ihm, Otto Kern, Bruno Sauer |                                                                           |                          |
| 1890/91   | Hans Achelis, Friedrich Hauser, Otto Kern* ², Erich Pernice, Bruno Sauer* ² |                                                                           |                          |
| 1891/92   | Joseph Führer, Ferdinand Noack, Erich Pernice, Johannes Toepffer, Julius Ziehen |                                                                           |                          |
| 1892/93   | Arnold Breymann, Alfred Körte, Ludwig Pallat, Theodor Preger, Ernst Samter |                                                                           |                          |
| 1893/94   | Heinrich Bulle, Rudolf Helm, Ludwig Pallat* ², Hubert Schmidt, Ernst Steinmann |                                                                           |                          |
| 1894/95   | Ernst Bodensteiner, Albert Güldenpenning***, Carl Schmidt, Hans Schrader, Adolf Schulten, Max Wellmann***                                                                                 |                                                                           |                          |
| 1895/96   | Hans Dragendorff, Carl Fredrich, Carl Schmidt* ², Hans Schrader* ², Theodor Wiegand |                                                                           |                          |
| 1896/97   | Hans Dragendorff* ², Ludwig Gurlitt***, Hans Lucas, Max Siebourg***, Georg Stuhlfauth, Theodor Wiegand* ²                                                                                 |                                                                           |                          |
| 1897/98   | Rudolf Herzog, Julius Kurth, Oskar Freiherr Lochner von Hüttenbach***, Julius Schönemann***, Robert Zahn, Erich Ziebarth                                                                  |                                                                           |                          |
| 1898/99   | Georg Knaack***, Fritz Krohn, Ernst Lommatzsch, Johannes Maybaum***, Hermann Vopel, Robert Zahn* ²                                                                                        |                                                                           |                          |
| 1899/1900 | Rudolph Ballheimer***, Richard Delbrueck, Richard Gaede***, Emil Krüger, Hermann Vopel* ², Carl Watzinger                                                                                 |                                                                           |                          |
| 1900/01   | Hugo Magnus***, Paul Rabbow, Joseph Sauer, Siegfried Sudhaus***, Hermann Thiersch, Carl Watzinger* ²                                                                                      |                                                                           |                          |
| 1901/02   | Walter Kolbe, Wilhelm Lange***, Willy Lüdtke, August Oxé*, Ernst Pfuhl, Friedrich Strauß***, Georg Wolff*                                                                                 |                                                                           |                          |
| 1902/03   | Max Klußmann***, Adolf Krücke, Eduard Loch***, Ernst Pfuhl* ², Bruno Schröder, Hermann Thiersch                                                                                           |                                                                           |                          |
| 1903/04   | Walter Altmann, Felix Bölte***, Max Kiessling, Walter Kolbe, Karl Michel, Georg Weicker***                                                                                                |                                                                           |                          |
| 1904/05   | Ludwig Curtius, Hugo Hepding, August Köster, Friedrich Mie***, Max Ruhland***, Joseph Wittig                                                                                              |                                                                           |                          |
| 1905/06   | Peter Corssen***, August Köster, Karl Michel* ², Kurt Müller, Paul Steiner, Hans Wachtler***                                                                                              |                                                                           |                          |
| 1906/07   | Fritz Baumgarten***, August Frickenhaus, Paul Graffunder***, Paul Jacobsthal, Kurt Müller* ², Otto Schönewolf, Fritz Weege                                                                |                                                                           |                          |
| 1907/08   | August Frickenhaus* ², Paul Friedländer, Paul Groebe***, Otto Schönewolf* ², Fritz Weege* ²                                                                                               |                                                                           |                          |
| 1908/09   | Carola Barth, Walter Barthel, Walter Müller, Hugo Prinz, Paul Viereck***, Wilhelm Weber                                                                                                   |                                                                           |                          |
| 1909/10   | Margarete Bieber, Hugo Kehrer, Heinrich Lattermann, Georg Lippold, Gerhart Rodenwaldt |                                                                           |                          |
| 1910/11   | Friedrich Drexel, Diedrich Fimmen, Albert Ippel, Siegfried Loeschcke, Rudolf Michel |                                                                           |                          |
| 1911/12   | Ulrich Kahrstedt, Bernhard Laum, Siegfried Loeschcke* ², Edmund Weigand, Otto Weinreich                                                                                                   |                                                                           |                          |
| 1912/13   | Ernst Buschor, Friedrich Drexel, Ernst Schmidt, Edmund Weigand, Otto Weinreich* ² |                                                                           |                          |
| 1913/14   | Walther Bremer, Ernst Buschor* ², Hans Kunze, Georg Matthies, Karl Anton Neugebauer |                                                                           |                          |
| 1914/15   | Kurt Latte, Georg Matthies* ², Friedrich Matz, Karl Menadier, Karl Anton Neugebauer* ² |                                                                           |                          |
| 1915/16   | Hermann Fränkel, Valentin Müller |                                                                           |                          |
| 1916–1921 | Wegen des Krieges keine Stipendien vergeben |                                                                           |                          |
| 1921/22   | Bernhard Schweitzer, Wolfgang Fritz Volbach |                                                                           |                          |
| 1922/23   | Gerhard Krahmer, Karl Lehmann-Hartleben, Andreas Rumpf |                                                                           |                          |
| 1923/24   | Hans Diepolder, Ernst Langlotz, Wilhelm von Massow |                                                                           |                          |
| 1924/25   | Carl Blümel, Ernst Meyer, Walter-Herwig Schuchhardt, Joseph Vogt |                                                                           |                          |
| 1925/26   | Hermann Wolfgang Beyer, Erich Gose, Theodor Klauser, Fritz Schober |                                                                           |                          |
| 1926/27   | Erich Boehringer, Robert Heidenreich, Emil Kunze, Alfons Maria Schneider |                                                                           |                          |
| 1927/28   | Karl Kübler, Hans Schleif, Kurt Stade, Werner Technau, Oskar Thulin, Willy Zschietzschmann                                                                                                | Kurt Tackenberg                                                           |                          |
| 1928/29   | Walter Hahland, Hans Klumbach, Harald Koethe, Wilhelm Kraiker, Emil Kunze, Günter Martiny                                                                                                 | Christoph Albrecht                                                        |                          |
| 1929/30   | Otto J. Brendel, Knut Olof Dalman, Richard Eilmann, Paul Markthaler, Hans Erich Stier, Paul L. Strack                                                                                     | Alexander Langsdorff                                                      |                          |
| 1930/31   | Rudolf Horn, Heinz Kähler, Friedrich Krauss, Eduard Neuffer, Werner Peek, Walter Till, Kurt Weitzmann                                                                                     | Kurt Bittel                                                               |                          |
| 1931/32   | Friedrich Wilhelm Goethert, Harald Hanson, Ernst Schäfer, Karl Schefold, Wilhelm Schleiermacher, Max Wegner, Dora Zuntz                                                                   | Werner Buttler                                                            |                          |
| 1932/33   | Otfried Deubner, Hermann Grapow, Adolf Greifenhagen, Rudolf Horn, Johannes Kollwitz, Willy Schwabacher, Oskar Ziegenaus                                                                   | Herbert Jankuhn                                                           |                          |
| 1933/34   | Johann Friedrich Crome, Hermann Gundert, Bruno Meyer, Hans Wolfgang Müller, Werner Peek, Hans von Schoenebeck, Joachim Werner                                                             | Otto Uenze                                                                |                          |
| 1934/35   | Heinrich Drerup, Friedrich Gerke, Roland Hampe, Walter Karnapp, Heinz Kortenbeutel, Reinhard Lullies, Herbert Nesselhauf                                                                  | Peter Paulsen                                                             |                          |
| 1935/36   | Friedrich Wilhelm Deichmann, Bernt Götze, Gerhard Kleiner, Rudolf Naumann, Hans Riemann, Erwin Seidl, Wolfgang Züchner                                                                    | Wolfgang Dehn, Hugo Hoffmann                                              |                          |
| 1936/37   | Friedrich Karl Dörner, Tobias Dohrn, Ulf Jantzen, Rudolf Naumann* ², Karl Hermann Schelkle, Joachim Spiegel, Reinhold Strenger                                                            | Friedrich Holste, Fritz Tischler                                          |                          |
| 1937/38   | Hans Besig, Frank Brommer, Hellmut Brunner, Johannes A. H. Potratz, Ernst Samesreuther, Hans Karl Süsserott, Joseph Wiesner, Franz Willemsen                                              | Wolfgang Kimmig                                                           |                          |
| 1938/39   | Wolfgang Darsow, Erich Dinkler, Walter Hatto Gross, Wilhelm Hölscher, Heinz Luschey, Heinz Otto, Arnold Tschira                                                                           | Horst Kirchner, Christian Peschek                                         |                          |
| 1939–1945 | Die Reisestipendien wurden zwar vergeben, konnten aber wegen des Krieges nicht angetreten werden                                                                                          |                                                                           |                          |
| 1939/40   | Walter Bader, Ludwig Budde, Ludwig Joutz, Siegfried Lauffer, Rolf Nierhaus, Herbert Schaedel, Hans Weber                                                                                  | Martin Rudolph, Armin Stroh                                               |                          |
| 1940/41   | Hermann Gombert, Dieter Ohly, Eberhard Otto, Karl Arno Pfeiff, Wilhelm Schlikker, August Schörgendorfer, Arnold Tschira                                                                   | Hans-Jürgen Hundt, Hermann Schwabedissen                                  |                          |
| 1941/42   | Horst-Ulbo Bauer, Joachim Hannover, Rudolf Hecker, Erich Lüddeckens, Bernhard Neutsch, Erwin Ohlemutz, Karl Peters                                                                        | Heinz Knöll, Gerhard Mildenberger                                         |                          |
| 1942/43   | Peter Heinrich von Blanckenhagen, Walther Reichel, Richard Seider, Hanns Stock, Friedrich Vittinghoff, Alexander Wenzel, Alfons Wotschitzky                                               |                                                                           |                          |
| 1943/44   | Joseph Alfs, Erika Brödner, Elmar Edel, Wolfgang Helck | Kurt Böhner, Thea Elisabeth Haevernick, Hartwig Zürn                      |                          |
| 1944/45   | Klaus Wessel |                                                                           |                          |
| 1945–1949 | Keine Stipendien vergeben |                                                                           |                          |
| 1949/50   | Herbert von Buttlar, Bernhard Neutsch |                                                                           |                          |
| 1950/51   | Ulrich Hausmann, Theodor Kraus, Rolf Nierhaus, Friedrich Vittinghoff |                                                                           |                          |
| 1951/52   | Hans-Günter Buchholz, Felix Eckstein, Hans-Volkmar Herrmann*, Hans-Jürgen Hundt*, Klaus Parlasca, Konrad Schauenburg                                                                      |                                                                           |                          |
| 1952/53   | Jürgen von Beckerath, Hagen Biesantz, Paul Händel, Peter Hommel, Erika Simon, Harald Vocke, Hans Walter                                                                                   | Egon Gersbach, Rolf Hachmann, Wolfgang Hübener, Robert Roeren             |                          |
| 1953/54   | Werner Fuchs, Hans-Volkmar Herrmann, Friedrich Karl Kienitz, Wolfgang Schiering | Franz Fischer, Heinz-Eberhard Mandera                                     |                          |
| 1954/55   | Günter Fuchs, Werner Fuchs* ², Christian Habicht, Nikolaus Himmelmann | Jürgen Driehaus, Ferdinand Maier                                          |                          |
| 1955/56   | Bernard Andreae, Ernst Berger, Wolfgang Müller-Wiener, Wolfram Nagel, Jörg Schäfer | Otto Lendle, Hans-Joachim Newiger                                         |                          |
| 1956/57   | Christa Ihm, Ilse Kleemann, Ingeborg Scheibler, Dietrich Schulz, Klaus Vierneisel | Siegwalt Schiek                                                           | Jochen Bleicken³         |
| 1957/58   | Lore Asche, Wolfgang Binsfeld, Heinz Cüppers, Helmut Schläger, Klaus Tuchelt, Hans Weighart                                                                                               | Otto-Herman Frey, Wilhelm Schüle                                          |                          |
| 1958/59   | Erika Kunze, Hildegund Gropengiesser, Christiane Grunwald, Werner Hermann, Ferdinand Hinzen, Ursula Weidemann                                                                             | Hermann Dannheimer, Rudolf Albert Maier                                   |                          |
| 1959/60   | Guntram Beckel, Gottfried Gruben, Wolfram Kleiss, Ekkehard Meinhardt, Hans Georg Niemeyer, Ruth Mayer-Opificius, Margot Schmidt                                                           | Cornelius Ankel                                                           |                          |
| 1960/61   | Heinrich Bartels, Mark A. Brandes, Brigitte Briesenick, Erika Diehl, Helmut van Thiel, Leo Trümpelmann                                                                                    | Dietwulf Baatz                                                            |                          |
| 1961/62   | Jürgen Christern, Georg Daltrop, Hans Peter Laubscher, Gerhard Neumann, Hansgeorg Oehler, Marcell Restle, Hans von Steuben, Otto-Karl Werkmeister                                         |                                                                           | Jürgen Deininger         |
| 1962/63   | Dieter Arnold, Rainer Michael Boehmer, Friedrich Wilhelm Hamdorf, Gerhard Neumann*, Winfried Orthmann, Barbara Schlörb*, Ingrid Wallert                                                   | Kurt Schietzel, Frauke Stein                                              |                          |
| 1963/64   | Hugo Brandenburg, Dietrich Huff, Doris Pinkwart, Friedrich Rakob*, Eberhard Reschke*, Gerhard Schmidt*, Renate Tölle-Kastenbein, Hans Wiegartz, Paul Zanker                               | Fritz-Rudolf Herrmann                                                     |                          |
| 1964/65   | Horst Blanck, Adolf Borbein, Jürgen Borchhardt, Alexander Demandt, Hubertus von Gall, Peter Grossmann, Ingo Pini, Wolfgang Schenkel                                                       | Hermann Ament, Gustav Gamer                                               |                          |
| 1965/66   | Klaus Fittschen, Werner Gauer, Harald Hauptmann, Helga Herdejürgen, Wolfram Hoepfner, Heinrich B. Siedentopf                                                                              | Bernhard Hänsel, Peter Harbison                                           | Augusta Hönle            |
| 1966/67   | Jan Assmann, Christoph Börker, Helmut Engelmann, Wolf-Dieter Heilmeyer, Tonio Hölscher, Günter Kopcke, Helmut Kyrieleis, Gerit von Leitner                                                | Konrad Weidemann                                                          | Ursula Schlag            |
| 1967/68   | Christian Ewert, Volkmar von Graeve, Hans Lauter, Andreas Linfert, Peter Marzolff, Elke Merten, Ursula Seidl, Burkhardt Wesenberg, Dietrich Willers                                       |                                                                           |                          |
| 1968/69   | Hermann Büsing, Gerd Kaster, Ute Naumann, Petra Oberländer, Hanna Philipp, Bernhard Schmaltz, Volker Michael Strocka, Wilhelm von Sydow                                                   | Volker Pingel                                                             |                          |
| 1969/70   | Peter Cornelis Bol, Heike Fastje, Peter Kneißl, Antje Krug, Hans-Joachim Kruse, Michael Maaß, Wolfgang Radt, Henning Wrede                                                                | Horst Wolfgang Böhme, Gerhard Jacobi                                      |                          |
| 1970/71   | Anneliese Bindokat*, Justus Cobet, Hilde Hiller*, Guntram Koch, Harald Mielsch, Friedhelm Prayon, Felix Preißhofen, Walter Trillmich                                                      | Helmut Bender, Philine Kalb*, Heiko Steuer*                               |                          |
| 1971/72   | Florens Felten, Gerhild Hübner, Wolf Koenigs, Hartmut Schäfer, Maja Sprenger, Karola Zibelius                                                                                             | Philine Kalb, Siegmar von Schnurbein                                      |                          |
| 1972/73   | Christa Bauchhenß-Thüriedl, Marianne Bergmann, Siegrid Düll, Josef Floren, Heide Froning, Gerhild Hübner* ², Claudia Nauerth, Sebastian Storz                                             | Christian Züchner                                                         |                          |
| 1973/74   | Elfriede Brümmer, Siegrid Düll* * ², Bernd Kaiser, Uta Kron, Gerta Maaß-Lindemann, Klaus Stemmer                                                                                          |                                                                           |                          |
| 1974/75   | Frank Bérard, Andreas E. Furtwängler, Almut von Gladiß, Werner Kirchhoff, Wolf-Rüdiger Megow, Thomas Schwertfeger, Raimund Wünsche                                                        |                                                                           |                          |
| 1975/76   | Elfriede Brümmer, Henner von Hesberg, Klaus Nohlen, Andreas Schmidt-Colinet, Ulrich Sinn, Wolfgang Wischmeyer                                                                             |                                                                           |                          |
| 1976/77   | Brigitte Borell, Joachim Ganzert, Hans Lohmann, Aenne Ohnesorg, Dieter Salzmann |                                                                           |                          |
| 1977/78   | Sylvia Diebner, Angelika Geyer, Hubertus Manderscheid, Carola Reinsberg | Heinz-Werner Dämmer, Michael Mackensen                                    |                          |
| 1978/79   | Hansgeorg Bankel, Heinz-Werner Dämmer, Wolfgang Ehrhardt, Lothar Haselberger, Dieter Hertel, Valentin Kockel, Gerhard Zimmer                                                              |                                                                           | Peter Herz               |
| 1979/80   | Philip Brize, Michael Donderer, Hugo Meyer, Michael Sabottka, Dorothée Sack, Florian Seiler                                                                                               | Hermann Gerdsen                                                           |                          |
| 1980/81   | Christiane Dehl, Michaela Fuchs, Berthild Gossel-Raeck, Vera Heermann, Martin Kreeb, Ursula Mandel, Friederike Naumann, Michael Pfrommer, Wulf Raeck, Joachim Raeder, Reinhard Stupperich |                                                                           |                          |
| 1981/82   | Hans-Ulrich Cain, Joachim von Freeden, Gerhard Kuhn, Michael Pfanner, Ruth Röwer, Silvia Wiebach                                                                                          | Susanne Sievers, Jürgen Wahl                                              |                          |
| 1982/83   | Jutta Fischer, Petra Gottschalk-Cain, Heidi Hänlein-Schäfer, Konrad Hitzl, Richard Neudecker, Hermann Pflug, Thomas Schäfer, Thomas Weber                                                 | Hans-Peter Kuhnen, Gerd-Christian Weniger                                 |                          |
| 1983/84   | Johannes Burow, Norbert Ehrhardt*, Norbert Eschbach, Maria Gaida, Hans Günter Martin, Ulrike Muss, Axel Rügler, Cornelia Weber-Lehmann                                                    | Michael Kunst                                                             |                          |
| 1984/85   | Eva Bayer-Niemeier, Mathias René Hofter, Norbert Karg, Dietrich Klose, Ruth Lindner, Marion Meyer, Veit Stürmer                                                                           | Hans Geisler, Klaus Schmidt                                               |                          |
| 1985/86   | Hans Rupprecht Goette, Joachim Heiden, Norbert Karg*, Klaus-Wilhelm Kell, Magdalene Söldner, Heike Sternberg, Ursula Verhoeven, Berthold F. Weber*                                        | Brigitte Kull, Hermann Parzinger                                          |                          |
| 1986/87   | Dietrich Berges*, Stephanie Böhm, Gunnar Brands, Wolfgang Güntner, Anne-Ulrike Kossatz, Mathias Prange                                                                                    | Rupert Gebhard, Rüdiger Krause, Wolfram Schier                            |                          |
| 1987/88   | Johannes Bergemann, Rüdiger Gogräfe*, Ulrich Hofmann, Michael Krumme*, Gabriele Mietke, Sabine Noack, Klaus Rheidt, Sabine Rogge, Reinhard Senff                                          | Ulrich Back                                                               |                          |
| 1988/89   | Vinzenz Brinkmann, Claus Reinholdt, Birgit Scholz | Norbert Hanel                                                             |                          |
| 1989/90   | Stefan Altekamp, Martin Bentz*, Heinz-Jürgen Beste*, Reinhard Förtsch, Daniel Graepler, Daniel Polz, Andreas Scholl, Ellen Schraudolph-Gautier, Simone Wolf                               | Jan Bemmann, Güde Hahne, Bernd Päffgen, Werner Zanier                     |                          |
| 1990/91   | Achim Arbeiter, Ulla Kreilinger, Barbara E. Müller, Frank Rumscheid, Stefan Schmidt, Markus Trunk, Detlev Wannagat                                                                        |                                                                           |                          |
| 1991/92   | Jutta Dresken-Weiland, Günter Fischer, Harald Floss, Norbert Franken, Stefan Ritter, Günther Schörner, Agnes Schwarzmaier, Jutta Stroszeck, Armin Wiegand, Lorenz Winkler-Horaček         | Johannes Müller                                                           |                          |
| 1992/93   | Martin Blumhofer, Martin Dennert, Jens-Arne Dickmann, Johanna Fabricius, Katja Lembke, Martin Miller, Werner Oenbrink, Ralf von den Hoff                                                  | Anke Burzler, Svend Hansen                                                |                          |
| 1993/94   | Annette Böhm, Friedrich Burrer, Friederike Fless, Brigitte Knittlmayer, Michael Küpper, Kai Trampedach, Christoph Weiß, Markus Wolf                                                       | Felix Teichner, Günther Wieland                                           |                          |
| 1994/95   | Beate Bollmann, Wolfgang Fischer-Bossert, Nils Hellner, Ulrike Koch-Brinkmann, Ralf Krumeich, Andreas Oettel, Harald Schulze                                                              | Gerd Kalkbrenner                                                          |                          |
| 1995/96   | Heide Frielinghaus, Winfried Held, Dirk Lenz, Carsten Schneider, Dirk Steuernagel, Monika Trümper                                                                                         | Holger Baitinger, Ines Beilke-Voigt*, Janine Fries*                       |                          |
| 1996/97   | Axel Filges, Michael Heinzelmann, Karl Gerhard Hempel, Claudia Kleinwächter, Susanne Moraw, Adelheid Otto, Corinna Rohn, Bernhard Weisser                                                 | Sebastian Brather                                                         |                          |
| 1997/98   | Annetta Alexandridis, Nicoline-Maria Bauers, Ortwin Dally, Björn Christian Ewald, Iris Gerlach, Sascha Kansteiner, Martin Langner                                                         | Günther Moosbauer                                                         |                          |
| 1998/99   | Claudia Dorl, Claudia Liedtke, Susanne Muth, Felix Pirson, Sebastian Ristow, Katja Sporn, Nina Zimmermann                                                                                 | Felix Biermann, Christoph Eger, Michael Strobel                           |                          |
| 1999/2000 | Felix Arnold, Cornelis Bol, Susanne Ebbinghaus, J. Cordelia Eule, Alexander von Kienlin, Anna-Katharina Rieger                                                                            | Friederike Jesse                                                          |                          |
| 2000/01   | Sophie Helas, Arnd Hennemeyer, Andreas Hoffmann, Dietmar Kurapkat, Andreas Post, Ute Verstegen, Clemens Voigts                                                                            | Reinhard Jung, Julia Koch                                                 |                          |
| 2001/02   | Ruth Bielfeldt, Andreas Grüner, Kai Kaniuth, Emanuel Mayer, Regine Maraszek, Eva Winter                                                                                                   | Regine Maraszek                                                           |                          |
| 2002/03   | Sven Ahrens, Corinna Brückener, Agnes Henning, Alexandra Riedel, Marianne Tabaczek | Ursula Brosseder, Roland Prien                                            |                          |
| 2003/04   | Uta Dirschedl, Arne Thomsen, Birgit Walther |                                                                           | Frank Daubner            |
| 2004/05   | Judith Bartel*, Janet Haberkorn, Annette Haug, Alexander Heinemann, Marcus Hermanns, Friederike Hoebel, Raiko Krauß, Birgit Maixner                                                       |                                                                           |                          |
| 2005/06   | Alexandra W. Busch*, Barbara Horejs*, Heike Lehmann, Felix F. Schäfer*, Florian Stilp*, Martin Tombrägel                                                                                  |                                                                           |                          |
| 2006/07   | Francis Breyer | Eva Rosenstock, Philipp von Rummel                                        |                          |
| 2007/08   | Birgit Bergmann, Christiane Brasse, Christina Leypold*, Jens Pflug*, Nicolas Zenzen | Martin Furholt, Mariya Stefkova Ivanova*                                  | Clemens Koehn*           |
| 2008/09   | Vibeke Goldbeck (geb. Kottsieper), Katja Piesker, Verena Stappmanns, Christine Wilkening                                                                                                  | Anja Hellmuth*, Luc Moreau*, Roland Karl Müller*, Silviane Scharl*        |                          |
| 2009/10   | Henning Burwitz, Stefan Feuser, Manuel Flecker, Jörn Lang, Johannes Lipps | Diana Modarressi-Tehrani, Cecilia Moneta, Jennifer Morscheiser-Niebergall |                          |
| 2010/11   | Katharina Meinecke, Gabriel Zuchtriegel | Çiler Çilingiroğlu, Matthias Egeler                                       |                          |
| 2011/12   | Clemens Brünenberg, Burkhard Emme, Philipp Kobusch, Martin Kovacs, Markus J. Löx, Christiane Nowak, Aaron W. Schmitt                                                                      | Martin Grünewald                                                          | Sebastian Prignitz       |
| 2012/13   | Marta Scarrone, Nele Schröder, Thoralf Schröder, Barbara Sielhorst | Bianka Nessel, Johann Friedrich Tolksdorf                                 |                          |
| 2013/14   | Marcel Danner, Melanie Heinle, Sabine Neumann |                                                                           | Roland Färber            |
| 2014/15   | Max Beiersdorf, Tobias Busen, Frank Hulek, Paul Scheding |                                                                           |                          |
| 2015/16   | Elisa Bazzechi, Mariachiara Franceschini, Helen Gries |                                                                           |                          |
| 2016/17   | Stefan Ardeleanu, Nadine Becker, Torsten Bendschus, Heike Bücherl, Benjamin Engels, Johannes Fouquet, Arne Reinhardt                                                                      |                                                                           |                          |
| 2017/18   | Robinson Krämer, Polly Lohmann, Christian Mader, Julia Meister, Julia Menne, Asja Müller, Zsuzsanna Végh                                                                                  | Arne Windler                                                              |                          |
| 2018/19   | Demian Lienhard, Néhémie Strupler* | Thimo Jacob Brestel                                                       |                          |
| 2019/20   | Dennis Mario Beck, Alexander Edmonds, Elisabeth Günther | Nadia Balkowski*                                                          | Veronika Egetenmeyr*     |
| 2020/21   | Luisa Balandat, Laura Burkhardt, Alexander Edmonds* ², Matthias Friedrich, Ferdinand Heimerl, Paul Pasieka, Maximilian Rönnberg, Maria Wunderlich                                         |                                                                           |                          |
| 2021/22   | Anna Bertelli, Vera Egbers, Alexander Hoer, Maximilian Rönnberg |                                                                           |                          |
| 2022/23   | Nicolai Futás, Kristina Junker, Sina Lehnig |                                                                           |                          |
| 2023/24   | Klara Dietze, Johannes Eber, Leo Klinke, Anahita Mittertrainer, Julius Roch |                                                                           |                          |
| 2024/25   | Tobias Wild, Annegret Klünker |                                                                           |                          |